# Christifideles laici
Christifideles laici je postsynodální apoštolská exhortace papeže Jana Pavla II., podepsaná v Římě 30. prosince 1988. Je shrnutím učení, které vzešlo ze synody biskupů o povolání a poslání laiků v církvi a ve světě v roce 1987. Podtitul dokumentu zněl: O povolání a poslání věřících laiků v církvi a ve světě. Jeho hlavními biblickými texty bylo podobenství o dělnících na vinici – Mt 20 (Kral, ČEP) a příběh o pravém vinném kmeni a ratolestech – Jan 15 (Kral, ČEP). V Christifideles laici Jan Pavel II. shrnul mnoho ze svých stále se rozvíjejících myšlenek týkajících se nové evangelizace.
Cílem dokumentu je poukázat na roli laické účasti v lidské společnosti. „Tato exhortace chce podnítit a podpořit hlubší uvědomění všech věřících o daru a odpovědnosti, kterou mají jako skupina i jako jednotlivci ve společenství a poslání církve.“
Christifideles laici upozorňuje na povinnost křesťanských laiků, aby svým každodenním jednáním vydávali zářivé a přesvědčivé svědectví evangeliu (Christifideles laici 34, 51). Pro nastupující generace musí věřící laici nabídnout cenný přínos systematické práce v katechezi, přičemž rodiče jsou hlavními katechety svých dětí. Služba lidské společnosti nachází své naplnění skrze vytváření a předávání kultury.

## Hlavní témata
- Sekularismus a potřeba náboženství
- Lidská osoba: důstojnost pošlapávána a vyvyšována
- Přetrvávající konflikty a věc míru
- Ježíš Kristus jako naděje lidstva
- Důstojnost laických katolíků
- Kdo jsou laici?
- Účast laiků na Kristově kněžském, prorockém a královském úřadu
- Duchovní služby a charismata
- Účast laiků na životě církve
- Formy účasti
- Formy přidružené účasti
- Spoluzodpovědnost laiků v církvi
- Úcta k životu (otázky potratů a eutanazie)
- Rodina jako první stupeň sociální angažovanosti
- Láska jako duše a základ solidarity
- Politická angažovanost laiků
- Spolupřítomnost a spolupráce mezi muži a ženami
- Boží spolupracovníci – vychovatelé
- Nemocní a trpící
- Starší lidé a dar moudrosti